# Beit Hanina
Beit Hanina (àrab: بيت حنينا, Bayt Ḥanīnā) és una vila palestina de la governació de Jerusalem, a Cisjordània, situada 8 kilòmetres al nord de Jerusalem, a 780 metres sobre el nivell del mar.Segons l'Oficina Central Palestina d'Estadístiques tenia 1.252 habitants el 2016. Limita amb Pisgat Ze'ev i Hizma a l'est, Ramot, Ramat Shlomo i el camp de Shuafat al sud, Beit Iksa i Nabi Samwil a l'oest, i Bir Nabala, al-Jib, Kafr 'Aqab i al-Ram al nord.
Beit Hanina està dividida pel Mur de Cisjordània en Al-Jadida (la vila nova), que es troba dins del municipi israelià de Jerusalem i inclou la gran majoria de la zona urbanitzada, i Al-Balad (la vila vella), que queda fora del municipi. L'àrea total de Beit Hanina és de 16.3 kilometres quadrats o 16,284 dúnams, dels quals 2,775 són sòl edificat. En 2007, Beit Hanina tenia 27.000, dels quals 26,762 vivien a Jerusalem i 1.072 sota administració de l'ANP.

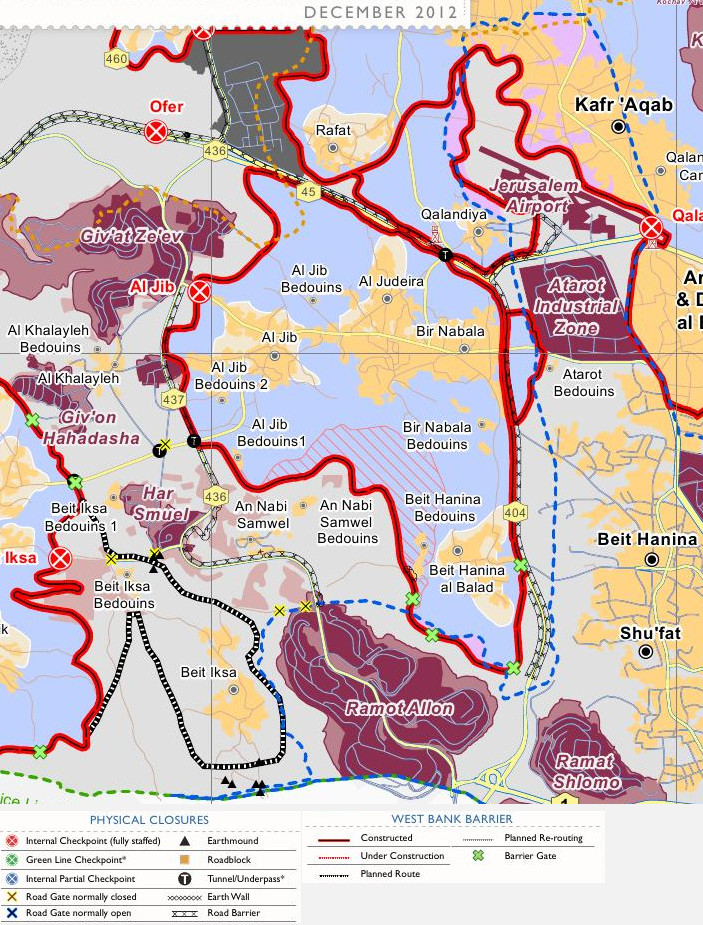
El Mur de Cisjordània al Nord de Jerusalem, que divideix Beit Hanina en dues viles, ambdues en enclavaments separats.

## Etimologia
Literalment Beit Hanina significa ‘Casa de Hanina’, la qual cosa suggereix que és el nom d'una persona, possiblement una dona. Alguns estudiosos diuen que Hanina deriva de Han-nina, que en assiri significa ‘el que mereix la compassió’ (Hanan). També podria derivar-se de la paraula hana, que significa ‘acampat’.

## Arqueologia
El juny de 2013, l'Autoritat d'Antiguitats d'Israel va descobrir una carretera romana de 1800 anys a Beit Hanina. The Jerusalem Post va escriure sobre aquest descobriment: «Segons l'Autoritat d'Antiguitats, la carretera de 8 metres d'amplada, que es remunta a l'Imperi Romà, partia de Jaffa a Jerusalem i va ser construïda amb grans pedres planes i corbes per crear una superfície còmoda per caminar. Algunes de les pedres eren molt polides, indicant un gran ús de vianants, va afegir l'autoritat .»

## Història
Beit Hanina pot remuntar-se al període canaanita. Segons el viatger francès del segle xix Victor Guérin, Beit Hanina és l'Ananià bíblica de la tribu de Benjamí. Edward Robinson també ho creu, però W.F. Albright va sostenir que Ananià és el llogaret d'al-Eizariya a Jerusalem Est. Guerin també va escriure que de vegades es deia Bayt Anina.
En 636 Beit Hanina va ser annexat pel Califat islàmic dirigit per Úmar ibn al-Khattab com a resultat d'una decisiva victòria musulmana sobre els romans d'Orient a la batalla del Yarmuk. En els primers segles de la dominació islàmica sobre Palestina, els iemenites i els àrabs qaisi van emigrar a Beit Hanina. L'economia era agrícola, basada principalment en olives, figues, ordi i bulgur.
En 1099 l'exèrcit croat va capturar Jerusalem, inclosa Beit Hanina, infligint fortes baixes a la població musulmana i provocant la fugida de la majoria dels residents. Més tard van tornar a conrear els seus horts i camps de cereals. La ciutat va ser recapturada per la dinastia aiúbida liderada per Salah ad-Din. Per garantir una majoria musulmana i protegir-la d'una invasió croada, Salah ad-Din va aportar poderoses tribus beduïnes del desert del Nègueb i del nord del Hejaz per instal·lar-se a la zona.
La Mesquita del Divendres a Beit Hanina,, coneguda com a Mesquita Sultan Ibrahim Ibn Adham, és dedicada a Ibrahim ibn Adham. Guérin va notar que estava dedicada a Sidi Ibrahim. En 1927 Tawfiq Canaan va publicar la inscripció per sobre de la porta de la mesquita, que commemorava el seu edifici en 637/1239-1240 CE.

### Època otomana
El poble va ser incorporat a l'Imperi Otomà en 1517 amb tota Palestina, i el 1596 Beit Hanina va aparèixer en els registres tributaris otomans dins la nàhiya d'al-Quds del liwà homònim. Tenia una població de 28 llars musulmanes. En 1838 Beit Hanina va ser considerat com un poble musulmà, situat a l'entorn immediat d'El-Kuds.
L'explorador francès Victor Guérin va visitar el lloc el 1863 i va estimar la població de la vila en 300 habitants. Socin va trobar una llista oficial de pobles otomans de l'any 1870 queon Beit Hanina tenia 65 cases i una població de 240, encara que el recompte de població només incloïa homes.
En 1883 el Survey of Western Palestine (SWP) del Fons per a l'Exploració de Palestina la va descriure com una «vila de grandària moderada, de cases de pedra, que es troba sobre un terreny molt rocós a la cresta entre dues valls, està envoltada d'olives i té fonts a l'oest a poca distància. prop de la vila.» El 1896 la població de "Bet Hanina" era estimada en prop de 792 persones.

### Mandat Britànic de Palestina
En el cens de Palestina de 1922, dut a terme per les autoritats del Mandat Britànic tenia 996 musulmans, incrementada en el cens de 1931 a 1.226 musulmans en 317 cases.
En el cens de 1945, Beit Hanina tenia 1.590 musulmans, amb 14,948 dúnams de terra, segons un cens oficial de terra i població. D'aquest, 3,072 dúnams eren plantacions i terra de rec, 4,304 usades per a cereals, mentre 219 dúnams eren sòl edificat.

### Després de 1948
Després de la Guerra araboisraeliana de 1948 i els acords d'armistici de 1949, Beit Hanina va quedar sota un règim d'ocupació jordana. Sota el govern jordà, es van construir noves carreteres i escoles, i molts emigrats de la ciutat van invertir en el desenvolupament d'un suburbi modern, conegut com a Ras al-Tariq, situat a l'est al llarg de la carretera Jerusalem-Ramal·lah. Des de la Guerra dels Sis Dies en 1967, Beit Hanina ha romàs sota ocupació israeliana i els límits municipals de Jerusalem es van ampliar per incloure la secció oriental de Beit Hanina, ara coneguda com a Beit Hanina al-Jadid, i formalitzà aquesta política en 1980.
A l'era posterior a 1967, segons Ibrahim Mattar, «el primer objectiu dels planificadors israelians en el dibuix d'aquests nous límits era maximitzar la superfície de terra i minimitzar la població palestina per ser inclosa en una major Jerusalem oriental. En examinar el mapa, es poden identificar alguns pobles palestins que han estat exclosos dels límits del Gran Jerusalem Est, però les terres dels quals s'han inclòs en aquests límits. Per exemple, a l'oest, els pobles de Beit Iksa i Beit Hanina es consideren fora dels límits mentre que les seves terres estan dins.»
Després de la Segona Intifada, Israel va començar a construir el Mur de Cisjordània, que separava la secció de Jerusalem de Beit Hanina des de Cisjordània. Per la seva naturalesa urbana, la carretera propera a la ciutat forma part del 10% que utilitza un mur de formigó. L'àrea ha estat sovint l'escenari dels enfrontaments entre les forces de seguretat israelianes i les faccions militars palestines.
El 18 d'abril de 2012, una família palestina, els Natshehs, va ser desallotjada de dues cases després d'una decisió judicial israeliana que la terra era propietat de jueus. El Fons d'Hisenda d'Israel havia comprat els edificis el 1977 com a part d'un pla per a un barri jueu de 50 apartaments anomenat Nof Shmuel. La família Natsheh va declarar que els documents foren falsificats i que els membres de la família havien posseït una part de la propietat des de la dècada de 1940, però el tribunal israelià ho va desmentir al·legant falta de proves. La Unió Europea va condemnar el desallotjament i va dir que estaven molt preocupats pels plans per construir un nou assentament «enmig d'aquest barri tradicional palestí.» El 27 d'abril de 2012, prop de 150 activistes palestins, israelians i estrangers van presentar una protesta que va provocar enfrontaments amb policia d'Israel.
El 2012, un carrer de Beit Hanina va rebre el nom d'Umm Khulthum. Nasreen Kadari, guanyadora del reality xou de televisió Eyal Golan et crida, va cantar una de les seves cançons més famoses, "Enta Omri", en la cerimònia. Des de 2012 dues cases són poblades per jueus.
Un web de notícies israelià, Ynetnews.com, va informar el 27 de febrer de 2014 d'un informe del diari palestí "Al-Quds" que va afirmar que el Secretari d'Estat dels Estats Units John Kerry va oferir en les seves discussions amb Mahmoud Abbas, president de l'Autoritat Nacional Palestina, per fer de Beit Hanina la capital d'un futur estat palestí. Segons Al-Quds, Kerry va exigir a Abbas que reconegués oficialment Israel com un estat jueu i va oferir que el barri de Beit Hanina es declarés com la capital palestina en lloc de tota la zona de Jerusalem Est.